# Karl Meier (Politiker, 1902)
Karl Meier (* 19. Juli 1902 in Buchholz; † 4. Dezember 1989 in Stadthagen) war ein deutscher Politiker (KPD).

## Leben und Wirken
Meier besuchte von 1908 bis 1916 die Volksschule. Danach besuchte er die Fortbildungsschule Heeßen. Anschließend arbeitete er als Telegraphenarbeiter bei der Deutschen Reichspost und als Arbeiter auf der Staatswerft Minden. 1918 wurde er Mitglied der Gewerkschaft.
1920 trat Meier der Unabhängigen Sozialdemokratischen Partei Deutschlands bei. 1921 wechselte er in die Kommunistische Partei Deutschlands (KPD). 1928 wurde Meier, der seit 1922 verheiratet war, Mitglied des Betriebsrates bei der Staatswerft in Minden. Von 1931 bis 1933 war Meier Mitglied des Landtages von Schaumburg-Lippe.
1932, in der Zeit des stalinistischen Holodomor reiste Meier zu einer angeblichen Kur auf die Krim. Seine verspätete Rückkehr, die ihn um seinen Arbeitsplatz brachte, erklärte er mit einer plötzlichen Erkrankung.
Bei den Reichstagswahlen vom November 1932 wurde Meier als Kandidat der KPD für den Wahlkreis 16 (Südhannover-Braunschweig) in den Reichstag gewählt, dem er bis zum März 1933 angehörte.
Nach der „Machtergreifung“ der Nationalsozialisten konnte Meier zunächst untertauchen, wurde am 21. April 1933 verhaftet und mit kurzer Unterbrechung bis zum 28. Dezember 1934 unter anderem in den Konzentrationslagern Moringen, Oranienburg, Esterwegen und Lichtenburg festgehalten. Nach der Haftentlassung zunächst arbeitslos, fand Meier im April 1936 eine Beschäftigung, später dann als Fernmeldemonteur. Im Zuge der „Aktion Gitter“ wurde er im August 1944 erneut vorübergehend verhaftet.
Im November 1989, wenige Wochen vor seinem Tod, war Meier neben Helene Fredrich, Wilhelm Heerde und Josef Felder einer von vier ehemaligen Reichstagsabgeordneten der Weimarer Republik, die noch den Fall der Berliner Mauer miterlebten.